# پروساهان گس
پروساهان گس (انگلیسی: Perusahaan Gas) شرکت گاز اندونزیایی است، که در سال ۱۹۶۵ تأسیس شد.